# Hungana (H.40) jezici
Hungana (H.40) jezici, malena podskupina nigersko-kongoanskih jezika koja obuhvaća jedini jezik hungana [hum] u DR kongoanskoj provinciji Bandundu. Podklasificirana je široj skupini centralnih bantu jezika u zoni H, koja još uključuje podskupine Kongo (H.10), Mbundu (H.20) i Yaka (H.30).
Svega oko 400 govornika

## Vanjske poveznice
- (14th)
- (15th)